# Wętfie (Nowy Klincz)
Wętfie (dodatkowa nazwa w j. kaszub. Wãtwié; niem. Wentfie) – część wsi Nowy Klincz w Polsce, położona w województwie pomorskim, w powiecie kościerskim, w gminie Kościerzyna, na wschodnim skraju Pojezierza Kaszubskiego. Wchodzi w skład sołectwa Nowy Klincz.
W latach 1975–1998 Wętfie administracyjnie należały do województwa gdańskiego.
Od 1992 roku funkcjonuje na jej terenie Osada Burego Misia prowadzona przez Fundację Wspólnoty Burego Misia im. Bogdana Jańskiego.